# 크러핀

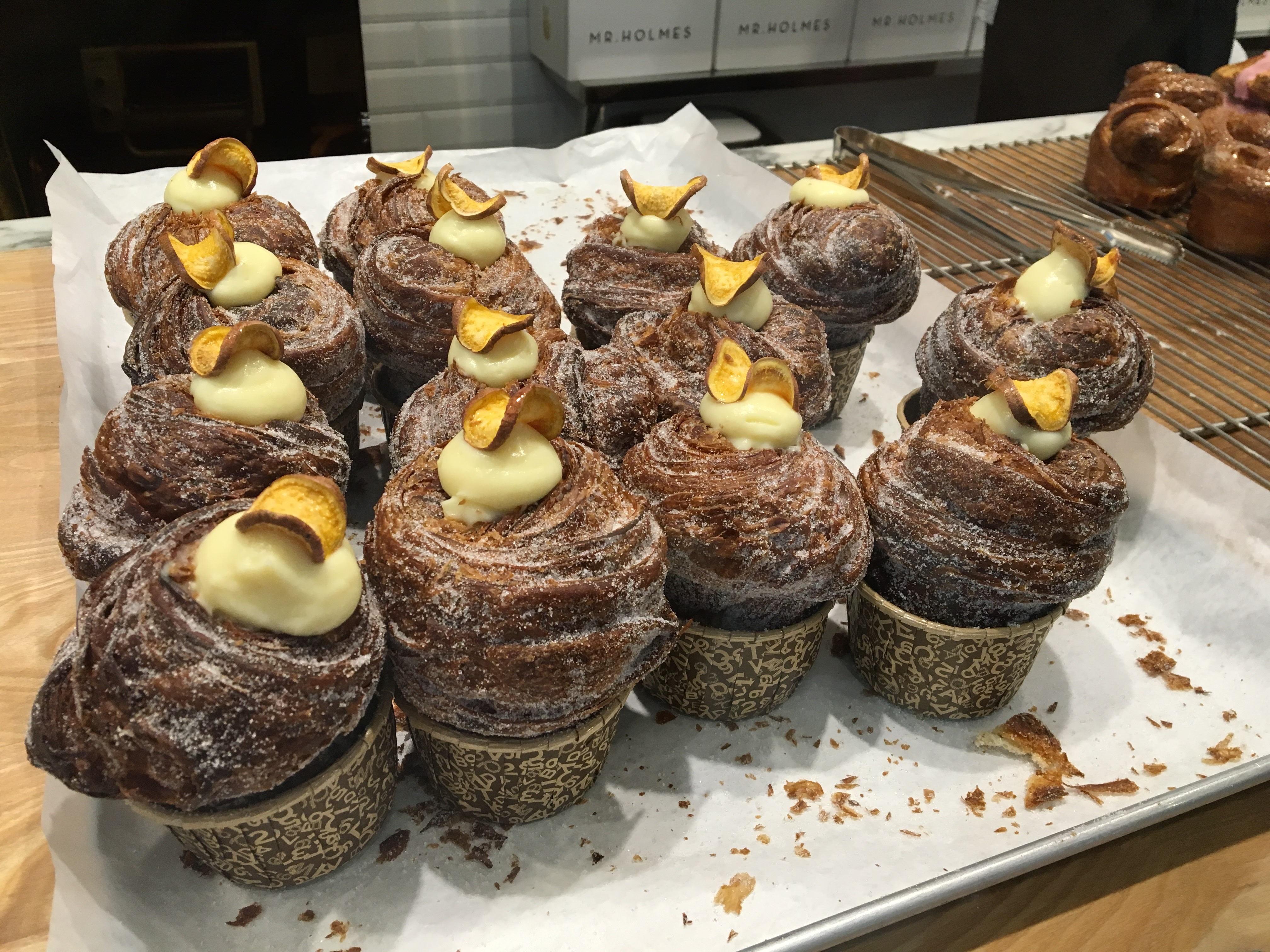
대한민국 서울에 있는 Mr. Holmes Bakehouse의 크러핀.

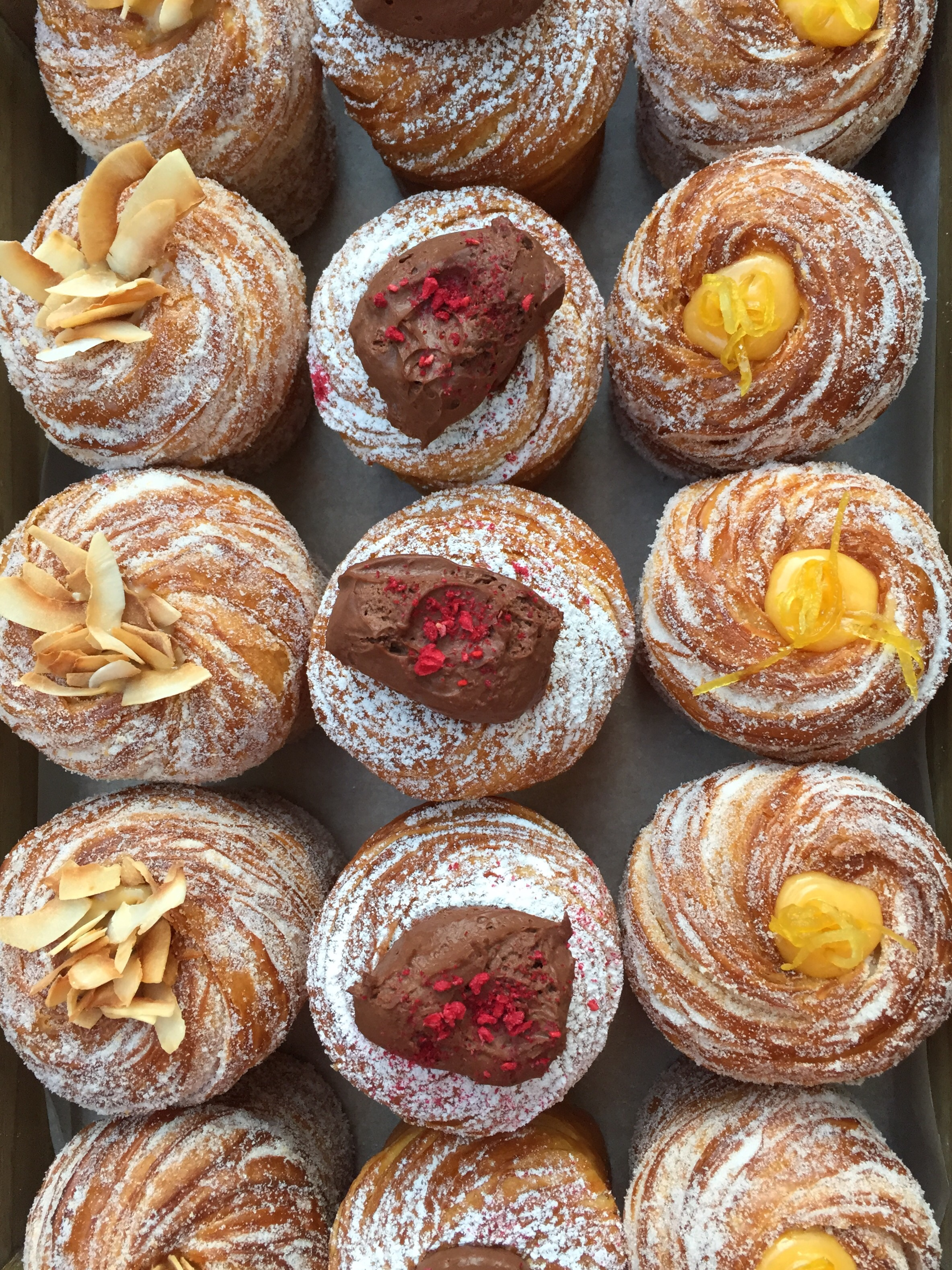
Lune Croissanterie의 크러핀 어소티드 박스.

크러핀(cruffin)은 크루아상과 머핀의 합성어이다. 머핀 틀에 여러 겹의 반죽을 부풀려 구운 페이스트리이며, 다양한 크림이나 잼으로 속을 채운다.

## 역사
1993년, 원래 크러핀은 델라웨어주에 있는 PF Brands 주식회사에 의해 상표가 붙여졌다. 2013년 오스트레일리아 멜버른 Lune Croissanterie의 Kate Reid가 처음 만들었으며, 이후 세계 곳곳에서 응용되어 만들어지고 있다. 같은 해 크로넛(cronut, croissant + doughnut)의 유행을 뒤따라 생겨났다.
미국에서는 2014년 11월 샌프란시스코 Mr. Holmes Bakehouse의 호주 출신 셰프인 Ry Stephen과 Aaron Caddel이 크러핀 유행을 불러왔다. 대한민국에는 2015년 12월에 지점이 생겼다.

## 같이 보기
- 크로플
- 크루아상
- 머핀